# گریخت (فیلم)
گریخت (به انگلیسی: Fled) فیلمی محصول سال ۱۹۹۶ و به کارگردانی کوین هوکس است. در این فیلم بازیگرانی همچون لارنس فیشبرن، استیون بالدوین، ویل پاتون، رابرت جان برک، سلما هایک، رابرت هوکس، دیوید دوکس، کن جنکینس، مایک نادر، بریتنی پاول و جی.دان فرگوسن ایفای نقش کرده‌اند.